# Nobuhiro Ueno
Nobuhiro Ueno (født 26. august 1965) er en japansk fodboldspiller. Han var en del af den japanske trup ved AFC Asian Cup 1988.